# هناء علي صالح
هناء علي صالح هي منافسة ألعاب القوى يمنية، ولدت في 25 فبراير 1968.

## وصلات خارجية
- هنا علي صالح على موقع الاتحاد الدولي لألعاب القوى (الإنجليزية)
- هنا علي صالح على موقع أوليمبيديا (الإنجليزية)